# 10248 Fichtelgebirge
10248 Fichtelgebirge è un asteroide della fascia principale. Scoperto nel 1960, presenta un'orbita caratterizzata da un semiasse maggiore pari a 2,5771505 UA e da un'eccentricità di 0,1841008, inclinata di 4,38450° rispetto all'eclittica.
L'asteroide è dedicato al Fichtelgebirge, massiccio montuoso della Germania.